# 制桶

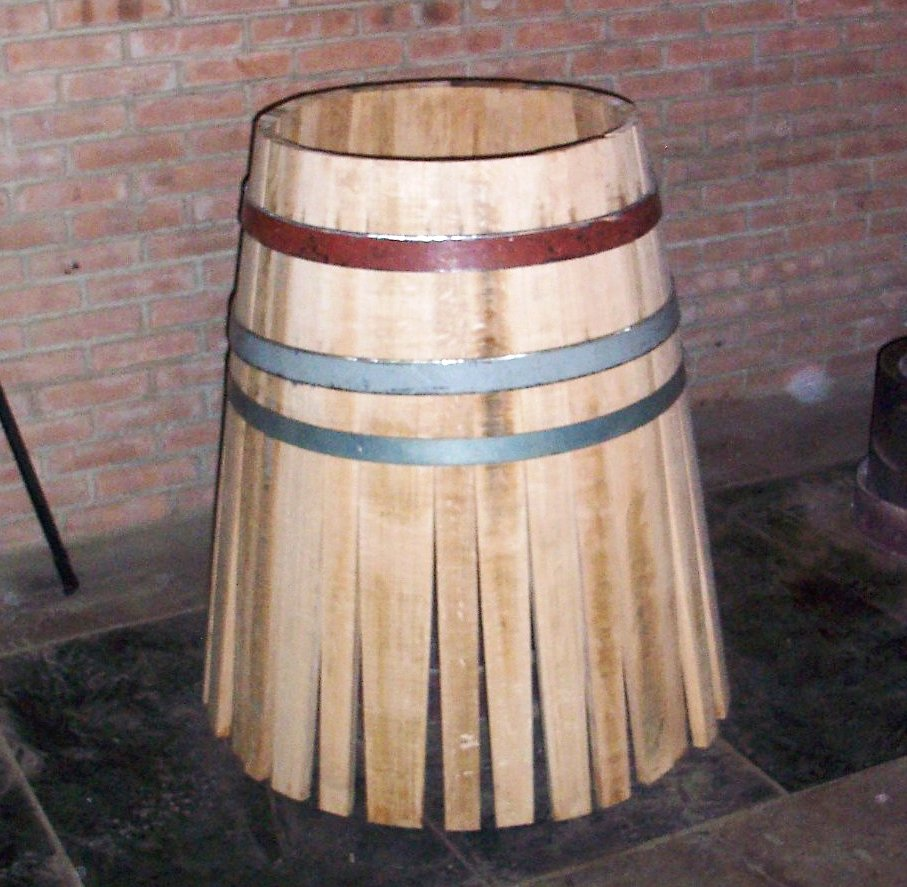
正在制作中的木桶

制桶业（英語：Cooperage）是通过木材、钢铁、塑料等材料制造和修理桶的行业，从业人员称为制桶匠、桶匠（Cooper）。
早期制桶业主要使用木材，制造木桶以盛放和存储谷物、食物和酒类等。制桶者被称为桶匠（cooper，最早源于拉丁语的桶cupa）。二十世纪中叶以后，随着塑料和不锈钢材料开始广泛应用，工业化制桶成为主流，传统制桶几近绝迹。

## 传统工艺

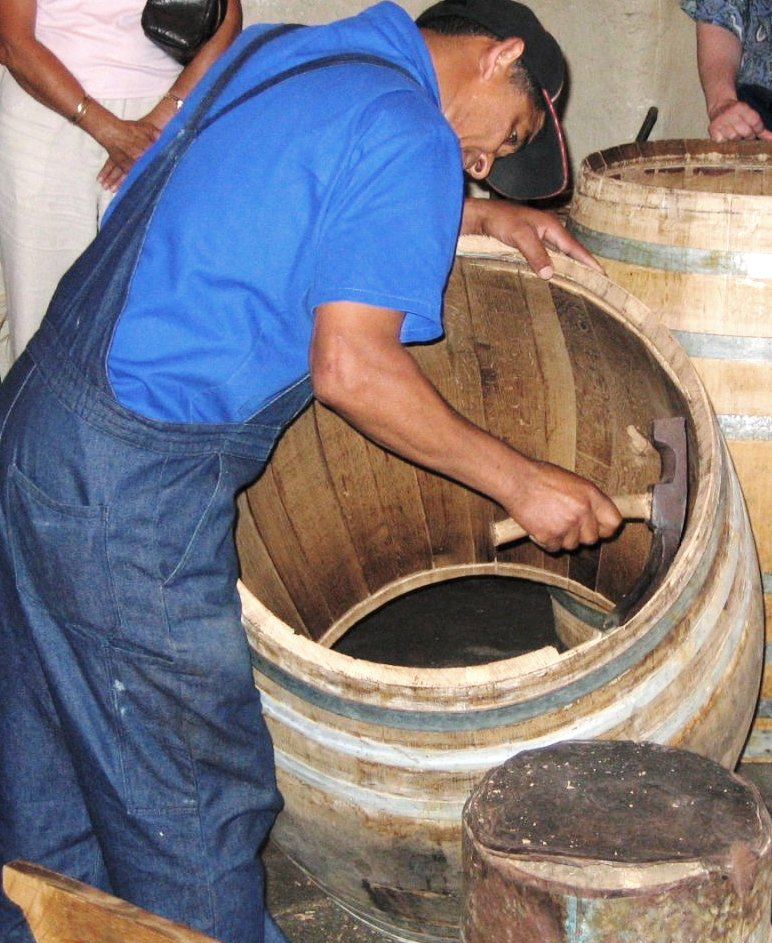
一位桶匠正用锛来修整桶底

### 中国
中国传统的制桶业一般采用杉木，第一道工序是锯、劈、修，做出初坯。锯是将木锯成桶高的圆木。再就是劈，劈开后修成桶的初坯。第二道工序是铲，指刨铲桶两侧面。中国的木桶上大下小，每块木板按一定比例铲成等腰梯形。第一次铲夹使木块成梯形，但木条的横截面还是长方形，要使外宽内窄，其横截面也为梯形，就要第二次铲、夹。两次铲、夹后，使木块两侧面形成了二面角。第三道工序是成形，有的地区是箍桶，也有的地区将木块侧面钻孔，打入竹钉，削尖竹钉后端，钻入相应木块中。成型后会暴晒干燥，之后刷上桐油。

### 欧美
欧洲制桶匠所制的桶一般分为四类，“干”桶主要指内贮干燥货物的桶，比如存放谷物、烟草、水果和蔬菜的桶；“干燥-密闭”桶指需要存放干燥而防潮的货物的桶，比如火药桶和面粉桶；“白”桶指水桶等存放液体的桶，通常不需要弯曲木板这道工艺，而“湿”桶匠则制造长途运输液体所用的桶，比如酒桶。被冠以“通用”之名的桶匠则在船上，船坞或仓库工作，为要存放货物或运输的船制造桶类，并修补组成桶的木板条，以免内容物泄漏。
欧洲早期桶匠的主要工作是将原木加工成木板，将其制成桶所需要的弧度和形状，之后由助手用金属将木板箍成木桶。随着制桶的发展，一般桶匠都可以兼顾制桶和箍桶的工作。以存放葡萄酒和威士忌所用的橡木桶为例：传统欧洲桶匠会先将橡木沿着纹理切割成木板，之后将木板放置于室外一年以上进行自然“陈化”，使其中大部分单宁分解。美国则是将木板置于窑中加热陈化，这样会加快单宁分解速率，但会留下较多的单宁。
桶匠用明火加热陈化后的木板，木板软化后将其弯曲成木桶所需的弧度，然后用铁箍箍紧。也有的制桶匠用蒸汽来加热木板，但会导致贮存的酒类产生别的味道。如果完全按照传统工艺操作的话，一位桶匠一天通常能制造一个木桶。葡萄酒制造者可以根据希望获得的酒的不同味道来定制不同烘干程度的木桶烘制程度较低的木桶可以给酒带来橡木的香味和单宁的味道，而烘制程度较高的木桶可以带来焦痕的味道，常用于勃艮第葡萄酒。

## 发展

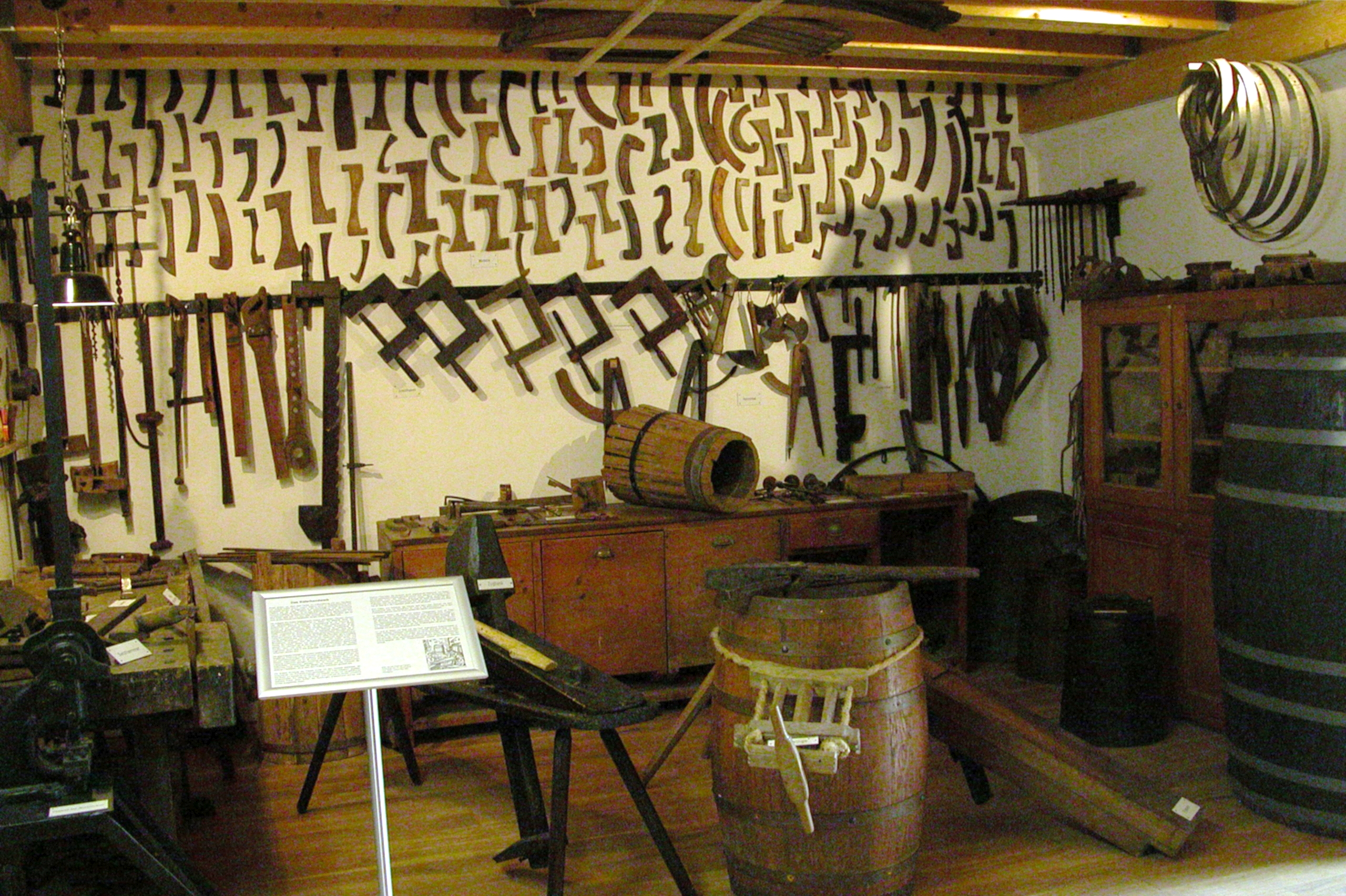
孔茨民俗露天博物馆里面的桶匠作坊,陈列有多种工具

二十世纪中叶之前，制桶业在美国很繁荣，并且有自己的杂志 《国家桶匠期刊》，刊登有很多桶业公司的广告，可以提供从木板加工到机械制桶等各种服务。二十世纪后半期，塑料和不锈钢材料开始广泛应用，工业化制桶成为主流，加之托盘、纸板箱等便捷形式不断出现，传统的木桶制作日益萎缩。时至今日，制桶业多制作钢桶，内部涂有环氧树脂涂料、聚氟乙烯涂料、酚醛树脂等附着力强抗腐蚀的涂料。持传统手艺的桶匠的人数大大减少，有的技艺已接近失传。
在欧洲，按照传统工艺所制作的木桶多用于对木桶的品质要求很高的酿酒业。比如Rémy家族下属的Seguin Moreau制桶公司,专为白兰地制造橡木桶，因为利穆赞所产橡树以具有浓烈的香草气味，并能在贮存期间将气味渗入干邑白兰地中得名。
在英国，桶匠数量也在逐渐减少，位于西约克郡的韦瑟比的一家啤酒桶公司被认为是仅存的手工制桶公司。